# Klooster van Vallbona de les Monges
Het Klooster van Vallbona de les Monges of Santa María de Vallbona de Les Monges is een Cisterciënzerabdij in het West-Catalaanse Vallbona de les Monges, gelegen in de comarca Urgell in de provincie Lleida in het grensgebied met de Provincie Tarragona, waar de andere abdijen zijn gelegen van de Ruta del Cister. De andere twee Koninklijke Cisterciënzerabdijen van Poblet en Santes Creus liggen op nog geen 25 kilometer (Poblet) en 40 Kilometer (Santa Creus). De naam van het klooster van Vallbona de les Monges wordt voluit geschreven, om verwarring met de historische Cisterciënzerabdij van Vallbona in Noord-Catalonië te voorkomen. De abdij in Vallbona de les Monges is er één met Cisterciënzernonnen. De abdijen van Poblet en Santa Creus zijn of waren abdijen met Cisterciënzermonnikken.
In de abdij van Vallbona de les Monges is het graf van de 13e-eeuwse Aragonese Koningin-gemalin Jolanda van Hongarije te vinden. Ze stamde uit het middeleeuwse koninkrijk huis Árpád en haar sarcofaag is recent door de Hongaarse overheid gerenoveerd en bekostigd. Naast haar graf is er ook het graf te vinden van Prinses Sancha van Aragon, de derde dochter van haar en Koning Jacobus I van Aragón. Sancha was een non en overleed in het Heilig Land. Naast deze sacrofagen zijn er meerdere te vinden van edellieden. Verder is er replica van het 14e-eeuwse gotische Madonnabeeld van El Cor te vinden. Het origineel wordt bewaard in de parochiekerk van Sant Llorenç de Rocallaura. .

## Geschiedenis
Het klooster begon als een dubbelklooster en werd gesticht in 1157 door de Catalaanse edelman Ramon van Vallbona en werd de Regel van Benedictus gevolgd maar nog geen keuze gemaakt tussen de Orde van Sint-Benedictus of de Orde van de Cisterciënzers.  
In 1163 kreeg het klooster land van de toenmalige Graaf van Barcelona, Ramon Berenguer IV, door zijn huwelijk met de latere Koningin Petronella van Aragón, kwam de eeuwenlange verbinding met dat land tot stand en werd het Graafschap, onderdeel van de Kroon van Aragon.  In 1175 bleef alleen de gemeenschap van nonnen bestaan bij dit specifieke klooster, de monniken vertrokken en werd er door de zusters, duidelijk gekozen voor de Cisterciënzers. Na deze uitgesproken keuze kwam de eerste abdis Oria Ramirez, over uit het buurland Navarra, waar ze zuster was in de Abdij van Tulebras. Dit was het eerste klooster van de Cisterciënzerzusters op het Iberisch schiereiland. 
Deze abdij kreeg bijzondere privileges van de zoon van Koningin Petronella en haar Koning-Gemaal Ramon, genaamd Koning Alfons II van Aragón en diens vrouw Koningin Sancha van Castilië en kon het klooster uitbereiden door de vele gaven van adellijke families. Door de vele legaten, zoals die bijvoorbeeld door Graaf Armengol VII van Urgell, werd zij een grootgrondbezitter in dat graafschap. Het klooster ontving Pauselijke immuniteit en bescherming van haar goederen in de jaren 1198 en 1200 van Paus Innocentius III.  In het jaar 1201 kreeg ze van diezelfde paus ook nog een Pauselijke bul. Deze bul regelde de omheining van de abdij en de onafhankelijkheid van het Aartsbisdom Tarragona. De latere Koning Jacobus I van Aragon verbleef regelmatig in de abdij en was er ook een mecenas voor. Onder het mandaat van abdis Saurena de Anglesola, die liep van 1379 tot 1392, werd met de vele landerijen en bezittingen, de volledig civiele - en stafrechtelijke jurisdictie, in de hiermee bekostigde nieuwe Graafschap van Vallbona overgenomen van Koning Peter III van Aragon voor 22000 Barcelona-dukaten, een voorganger van de Catalaanse peseta en werden de abdissen, dus gelijk de 
Gravin van dit nieuwe graafschap. De hierdoor ontstaande Graafschap werd het centrum van de streek, waarin diverse dorpen en steden waren gelegen. In deze hoogtijdagen van de abdij telde ze ongeveer 150 nonnen, waarvan vele stamden uit diverse Catalaanse adelsgeslachten. Families waaraan gedacht moet worden zijn de Cardona, Cervera, Queralbs, Boixadors en de eerder genoemde familie Anglesola.
De Bibliotheek en het Scriptorium werden erg beroemd. Er zijn maar liefst 14 codices uit 13e eeuw, geïllustreerd door de nonnen. Het abdijarchief beschikt daarnaast over veel historische bronnen die van zowel regionale, als nationaal belang zijn. Tevens was er een belangrijke apotheek, die de inwoners van het Graafschap van medicatie voorzag, daarvan zijn er in het abdijarchief nog 15e-eeuwse bronnen te vinden.
Vanaf de tweede helft van de 15e eeuw begonnen iets mindere tijden voor de abdij, deze werden veroorzaakt door de Catalaanse Burgeroorlog tussen 1462 en 1472. Verder hadden ook een aantal bepalingen van het Contrareformatorische Concilie van Trente daar invloed op. Één van die bepalingen was dat vrouwenabdijen en kloosters niet meer in een onbewoonde omgeving mochten staan en dus diende de abdij, een aantal landerijen in de directe omgeving te verkopen, om er een nederzetting omheen te bouwen. De oorsprong van het dorp Vallbona de les Monges is hiermee verbonden. In 1573 werden dus met dit doel alle externe gebouwen van het klooster verbouwd (En is dus vergelijkbaar met de gebouwen die nog steeds in de abdij van Poblet en Santes Creus staan), en werden alleen de officiële kloostergebouwen behouden, dit zijn dus de  abdijkerk en het klooster. Ook in  de zeventiende eeuw ging dit door, zij het dat het over geld ging en een strijd met de nabijgelegen monnikenabdij van Poblet en natuurlijk, deden de Catalaanse opstand  tussen 1640 en 1659, de Spaanse Successieoorlog tussen 1707 en 1714 en de Pyreneeënoorlog tussen 1793 en 1795 de abdij ook geen goed. Verder waren er veel disputen over de dorpen en steden van het graafschap, tussen de nonnen en haar bewoners zelf. Verder had de abdij, ook last van de seculariseringswet van Mendizábal tussen 1835 en 1837. Door deze wet konden de nonnen, zelfs een half jaar, niet in hun eigen abdijcomplex wonen, maar kregen permissie van de Paus, om hun gemeenschap tijdelijk buiten de muren voort te zetten. De nabij gelegen mannenabdijen van Poblet en Santa Creus van de Cisterciënzers, leden meer onder deze wet. De nonnen hebben dus bijna heel de periode, sinds de bouw van deze abdij binnen haar muren gewoond, behalve tijdens de Spaanse Burgeroorlog in de jaren 1930 en is dat nog steeds, tegenwoordig is het abdijcomplex wel dagelijks voor bezoekers geopend. Tussen 1986 en 1997 is het abdijcomplex gerenoveerd, door de architect Llorens i Perelló, namens het ministerie van cultuur van de Catalaanse Generaliteit. De gastenverblijven en bezoekruimten werden, naast de cellen van de nonnen hierbij van moderne gemakken voorzien. De dagelijkse gasten zijn een goede inkomstenbron voor het abdijcomplex.